# 巴包斯·蒂美阿
鲍博什·蒂美阿（匈牙利語：Babos Tímea，1993年5月10日—）是匈牙利职业网球女运动员，2011年轉職業。她的WTA生涯最高單打排名為第25（2016年9月19日）。她曾参加2012年和2016年夏季奥林匹克运动会。

## 外部連結
- 巴包斯·蒂美阿的国际女子网球协会官方資料（英文）
- 巴包斯·蒂美阿的Facebook專頁
- 巴包斯·蒂美阿的國際網球總會 職業／青少年 官方資料（英文）
- Fed Cup - Player profile - Tímea Babos (HUN) （页面存档备份，存于）